# Яблунівська сільська рада (Білоцерківський район)
| Яблунівська сільська рада — орган місцевого самоврядування у Білоцерківському районі Київської області з адміністративним центром у с. Яблунівка. Історична дата утворення: в 1920 році. Водоймища на території, підпорядкованій даній раді: річки Рось, Мала Сквирка. Сільській раді підпорядковані населені пункти: - с. Яблунівка - с. Мала Сквирка |

## Склад ради
Рада складається з 16 депутатів та голови.

### Керівний склад ради
| ПІБ                        | Основні відомості                                            | Дата обрання | Дата звільнення |
| -------------------------- | ------------------------------------------------------------ | ------------ | --------------- |
| Савчук Анатолій Михайлович | Сільський голова, 1962 року народження, освіта, безпартійний | 26.03.2006   | 31.10.2010      |

Примітка: таблиця складена за даними джерела